# Студінський Володимир Аркадійович
Студінський Володимир Аркадійович (нар. 22 квітня 1962, смт. Черняхів, Житомирська область) — український вчений-економіст, кандидат економічних наук (1995), доктор історичних наук (2005), виконавчий директор Науково-дослідного навчального центру «ПринцепС», член Національної Спілки журналістів України (1997), член Житомирського науково-краєзнавчого товариства дослідників Волині (1990), Член Національної спілки краєзнавців України (1992), Член Українського геральдичного товариства (2020). Почесний краєзнавець України (2018). Почесний громадянин міста Малин (2019). Почесний професор Університету Григорія Сковороди в Переяславі (2015), Лауреат літературної премії імені Василя Скуратівського (2022).

## Коротка біографія
Народився 22 квітня 1962 року, смт. Черняхів, Житомирська область. 1969-1979 рр. навчався у Малинській середній школі № 1 імені Н.Сосніної (Житомирська область). Вже в шкільні роки зацікавився історією, став переможцем кількох конкурсів, організованих республіканськими газетами "Зірка" та "Сільські вісті". У старших класах почав друкуватися в районній, обласній та республіканській пресі з питань краєзнавства. Випускник історичного факультету Київського державного педагогічного інституту імені О. М. Горького (1984 р.), спеціальність: історія, суспільствознавство та методика виховної роботи. Під час навчання проводив науково-пошукову роботу. Переможець наукових конкурсів та олімпіад, зокрема, Х Республіканського конкурсу студентських наукових робіт (1984 р.). У 1990 році на конкурсі молодих лекторів України був відзначений Дипломом 2- го ступеня.
Працював вчителем, заступником директора, директором ЗОШ с. Ворсівка Малинського району, директором ЗОШ № 5 м. Малина (1984–1990 рр., 1995–1998 рр.), головою ради та виконавчого комітету Малинської міськради (21-го скликання, 1990–1994 рр.). З 1999 року на викладацькій роботі у вищих навчальних закладах Києва: Державній академії житлово-комунального господарства, Національному педагогічному університеті імені  М.П.Драгоманова. 2003-2018 рр. - у Київському національному економічному університеті імені В.Гетьмана.  2018-2020 рр. - працював у Київському національному торговельно-економічному університеті. З 2024 року професор у Київському національному університеті будівництва та архітектури.
В 1995 р. захистив дисертацію на тему "Економіко-екологічні проблеми та шляхи розвитку природокористування в зонах впливу ЧАЕС" на здобуття наукового ступеня кандидата економічних наук в Інституті проблем ринку та економіко-екологічних досліджень НАН України (науковий керівник д.е.н. О.В.Живицький). 2005 р. захистив дисертацію на тему "Паперова промисловість України: 16-20 ст." на здобуття наукового ступеня доктора історичних наук в Чернівецькому національному університеті імені Ю.Федьковича (науковий консультант д.і.н., професор Б.І.Андрусишин).
Відзначений нагородами: медаль "Г.С.Сковорода", медаль "М.І.Сікорський", медаль "За професійність", медаль "За плідну співпрацю", медаль "За відродження України", орден "Зірка Слави та Заслуг", орден "Єдність та Воля",орден "За розбудову України", орден "Слава України".
Член редакційної колегії збірників наукових праць "Історико-політичні студії", "Вісник Малинського фахового коледжу".

## Творчий доробок
Автор понад 550 наукових та науково-популярних публікацій. У його творчому доробку більше десяти книг, зокрема «Історія Малина» (у співавторстві, 1993), «Малинщина: економіко-екологічний аспект» (у співавторстві, 1995), «На спортивних аренах. Сторінки історії малинського спорту» (1996), «Малинська паперова фабрика. Історико-економічний нарис» (1996), «Чорнобильський аспект економіко-екологічного розвитку Житомирщини» (у співавторстві, 1997), «Малинська районна друкарня. Історичний нарис» (1997), «Паперова промисловість України. 16-20 ст.» (2000, 2004), «Маркетинг у житлово-комунальній сфері: навчальний посібник» (2001), «Управління твердими побутовими відходами в містах України» (2006), «Фінансово-організаційні механізми управління приодоохоронною діяльністю в Україні» (у співавторстві, 2007), «У просторі часу» (2009), "Фінанси Києва: історія та сьогодення" (у співавторстві, 2010), "Економічна поведінка в трансформаційній економіці. Курс лекцій" (2010), "Історія Малинщини з найдавніших часів до початку ХХІ століття" (2010), "Малин: малий енциклопедичний словник" (2011),, "Поляки на Малинщині: погляд крізь віки (у співавторстві, 2021), "На перехрестях життя. Біографічно-бібліографічний довідник" (2023) та інші.